# Ronald Foguenne
Ronald Foguenne (ur. 9 listopada 1968 w Seraing) – belgijski piłkarz grający na pozycji prawego pomocnika. Był reprezentantem Belgii.

## Kariera klubowa
Swoją karierę piłkarską Foguenne rozpoczął w klubie RFC Liège. W sezonie 1990/1991 stał się członkiem pierwszego zespołu i wtedy też zadebiutował w jego barwach w pierwszej lidze belgijskiej. W RFC Liège występował przez trzy sezony.
Latem 1993 Foguenne przeszedł do RFC Seraing. Swój debiut w nim zaliczył 7 sierpnia 1993 w przegranym 0:1 wyjazdowym meczu ze Standardem Liège. W sezonie 1993/1994 zajął z Seraing 3. miejsce w lidze, co zaowocowało zakwalifikowaniem się do rozgrywek Pucharu UEFA.
W 1994 roku Fougenne odszedł z Seraing do KAA Gent. Zadebiutował w nim 20 sierpnia 1994 w zwycięskim 2:1 domowym spotkaniu z KSK Beveren. W klubie z Gandawy grał przez rok.
W 1995 roku Foguenne został zawodnikiem Standardu Liège. Swój debiut w nim zanotował 5 sierpnia 1995 w wygranym 1:0 domowym meczu z Lommel SK. W Standardzie grał przez rok, po czym w 1996 roku wrócił do KAA Gent, w którym występował przez kolejne cztery sezony.
Latem 2000 Foguenne został piłkarzem Royalu Charleroi. Zadebiutował w nim 5 września 2000 w przegranym 2:7 wyjazdowym meczu z Anderlechtem. Zawodnikiem Royalu był do końca 2002 roku. Na początku 2003 przeszedł do trzecioligowego RCS Verviétois, w którym w 2005 roku zakończył karierę.
| Sezon   | Klub            | Kraj   | Rozgrywki     | Mecze | Gole |
| ------- | --------------- | ------ | ------------- | ----- | ---- |
| 1990/91 | RFC Liège       | Belgia | Eerste klasse | 16    | 4    |
| 1991/92 | RFC Liège       | Belgia | Eerste klasse | 33    | 1    |
| 1992/93 | RFC Liège       | Belgia | Eerste klasse | 21    | 2    |
| 1993/94 | RFC Seraing     | Belgia | Eerste klasse | 29    | 3    |
| 1994/95 | KAA Gent        | Belgia | Eerste klasse | 29    | 4    |
| 1995/96 | Standard Liège  | Belgia | Eerste klasse | 28    | 4    |
| 1996/97 | KAA Gent        | Belgia | Eerste klasse | 19    | 1    |
| 1997/98 | KAA Gent        | Belgia | Eerste klasse | 30    | 9    |
| 1998/99 | KAA Gent        | Belgia | Eerste klasse | 27    | 4    |
| 1999/00 | KAA Gent        | Belgia | Eerste klasse | 16    | 9    |
| 2000/01 | Royal Charleroi | Belgia | Eerste klasse | 5     | 0    |
| 2001/02 | Royal Charleroi | Belgia | Eerste klasse | 6     | 0    |
| 2002/03 | Royal Charleroi | Belgia | Eerste klasse | 1     | 0    |
| 2002/03 | RCS Verviétois  | Belgia | Derde klasse  | 9     | 2    |
| 2003/04 | RCS Verviétois  | Belgia | IV liga       | 8     | 0    |
| 2004/05 | RCS Verviétois  | Belgia | IV liga       | 24    | 4    |

## Kariera reprezentacyjna
W reprezentacji Belgii Foguenne zadebiutował 23 sierpnia 1995 w przegranym 1:2 towarzyskim meczu z Niemcami, rozegranym w Brukseli, gdy w 46. minucie zmienił Rudiego Smidtsa. Grał w eliminacji do Euro 96. W kadrze narodowej rozegrał 2 mecze, oba w 1995.